# Sicilicus
Le sicilicus ou sigle est, dans l’ancienne écriture latine, un signe diacritique ressemblant à un c retourné ou un demi cercle qui servait à indiquer dans les textes latins les consonnes géminées en le plaçant sur une consonne écrite une seule fois. Il était donc utilisé pour écrire des abréviations, par exemple mum̓iaes pour mummiaes, sabel̓io pour sabellio, os̓a pour ossa, romac̓a pour romacca. Il aurait aussi été utilisé pour indiquer le doublement de voyelles, c’est-à-dire les voyelles longues, et serait devenu l’apex. Il aurait évolué pour indiquer une lettre supprimée comme le fait le signe apostrophe aujourd’hui. Relativement rare, elle a principalement été utilisée dans des inscriptions au début de l’époque augustéenne ou même des deux premiers siècles.

## Représentations informatiques
Le sicilicus peut être représenté à l’aide des caractères Unicode suivants :
- U+0313 ◌̓ - diacritique apostrophe en chef
- U+0357  ◌͗ - diacritique demi-cercle droit en chef